# Labidocera aestiva
Labidocera aestiva is een eenoogkreeftjessoort uit de familie van de Pontellidae. De wetenschappelijke naam van de soort is voor het eerst geldig gepubliceerd in 1900 door Wheeler.